# Кафаревуса
Кафаре́вуса (греч. καθαρεύουσα — «чистая») — консервативная разновидность греческого языка, которая была в Греции и Кипре XIX и XX веков основным языком государства, общественной жизни и части литературы. Продолжает использоваться Элладской церковью и некоторыми СМИ.

## История
Появление концепции «очищенного языка» принято связывать с литературно-просветительской деятельностью Адамантиоса Кораиса (1748—1833), исходившего из посылки, что современный ему разговорный греческий язык был испорчен за время османского владычества и нуждался в исправлении по античному образцу. Его вариант «очищенного» языка был подобен предложениям других его современников, но более последователен и более соответствовал синтаксису димотики. В то же время Кораис предлагал постепенно возвращать в язык всё больше и больше устаревших конструкций, например, инфинитивы, которые к тому времени исчезли из греческого языка.
Когда в 1821 году началась Греческая революция, именно кафаревуса закрепилась в качестве официального языка нового греческого государства (хотя сам термин «кафаревуса» стал использоваться лишь в 1850-х годах). На протяжении XIX века она была языком управления, образования, журналистики, общественной жизни, научной работы и большей части прозы (поэзия чаще писалась на димотике). При этом сторонники очищения языка стремились ко всё более архаичным формам, ещё сильнее отдаляя кафаревусу от повседневной разговорной практики.
В то же время в конце XIX века начало набирать силу движение за димотику. Вышедшая в 1888 году книга Янниса Психариса «Моё путешествие» («Τὸ ταξίδι μου»), написанная на димотике, оказала большое влияние. Вскоре димотика стала уже основным языком литературной прозы, а в 1917 году либеральное правительство Элефтериоса Венизелоса ввело димотику и как предмет, и как средство обучения в начальных классах школы.
Существуя бок о бок в ситуации диглоссии, кафаревуса и димотика оказывали влияние друг на друга. В частности, язык образованного среднего класса, будучи димотикой в своей основе, перенимал у кафаревусы не только многие неологизмы, но и элементы фонологии и морфологии.
На фоне этого постепенного сближения в 1967 году к власти в Греции пришла военная хунта правого толка, которая стала с новой силой пропагандировать кафаревусу и отменила преподавание димотики в школах. В результате, когда в 1974 году хунта пала, языковой вопрос разрешился сам собой: правительство Константиноса Караманлиса с самого начала использовало димотику. В 1976 году был принят закон, согласно которому димотика стала единственным языком образования. Сами законы, впрочем, публиковались на кафаревусе вплоть до 1985 года.

## Черты кафаревусы
Единого стандарта кафаревусы не существовало, поэтому её свойства разнятся от автора к автору, от текста к тексту.
В целом для кафаревусы свойственна широкая замена лексики, особенно заимствованной (например, из турецкого), на слова, взятые непосредственно из древнегреческого языка или образованные по его образцу: ὕδωρ вместо νερό «вода», ἰχθύς вместо ψάρι «рыба», χρηματοκιβώτιον вместо κάσσα «сейф», ἀδιέξοδον вместо τυφλοσόκακο «тупик». Для новых понятий создавались кальки: πόλεμος ἀστραπῆς «блицкриг» («молниеносная война»), διαστημόπλοιον «космический корабль», и так далее. Многие из этих неологизмов были переняты димотикой, а калькирование в новогреческом продолжается по сей день: Διαδίκτυο «Интернет», ἱστοσελίδα «веб-страница».
Элементы древнегреческого языка заимствовались кафаревусой графически, но произносились в соответствии с современным чтением. Например, слово ἄνδρα в древнегреческом произносилось [ándra], и такое же произношение — с [nd] — было у форм этого слова в диалектах димотики (ἄντρα [ˈandra]). В кафаревусе же оно читалось [ˈanðra]. В результате многие слова кафаревусы нарушали ограничения димотики: так, сочетания [kt] в ἔκτασις ‘вытягивание’, [xθ] в ἐχθρός ‘враг’ отсутствовали во всех диалектах димотики, превратившись к тому времени в [xt]. Тем не менее эти сочетания прижились и используются в стандартном новогреческом.
Некоторые грамматические черты кафаревусы:
- дательный падеж;
- склоняемые причастия действительного залога;
- окончания на -ν в винительном падеже единственного числа существительных;
- окончание -ον существительных и прилагательных среднего рода (в димотике -ο);
- наречия на -ως (в димотике на -α);
- использование архаичных предлогов, например εἰς «в, на», πρό «перед, до»;
- отличия в глагольных парадигмах и так далее.